# Atsimo-Andrefana

Die Region Atsimo-Andrefana liegt im Südwesten Madagaskars

Atsimo-Andrefana ist eine der 22 Regionen Madagaskars. Es gehört zur (alten) Provinz Toliara im Südwesten der Insel und liegt an der Straße von Mosambik. Im Jahr 2004 lebten 1.352.000 Einwohner in der Region.

## Geographie
Die Region Atsimo-Andrefana hat eine Fläche von 66.236 km². Hauptstadt ist Toliara.

## Verwaltungsgliederung
Die Region Atsimo-Andrefana ist in 9 Distrikte aufgeteilt:
- Ampanihy
- Ankazoabo
- Benenitra
- Betioky Sud
- Beroroha
- Morombe
- Sakaraha
- Toliara I
- Toliara II

## Sonstiges
In Atsimo-Andrefana liegen folgende Nationalparks:
- Naturreservat Beza Mahafaly
- Nationalpark Zombitse Vohibasia
- Nationalpark Tsimanampetsotsa
- Nationalpark Kirindy-Mitea